# Pleurotomella eulimenes
Pleurotomella eulimenes is een slakkensoort uit de familie van de Raphitomidae. De wetenschappelijke naam van de soort is voor het eerst geldig gepubliceerd in 1904 door Melvill.